# Benoît-Joseph Marsollier
Benoît-Joseph Marsollier des Vivetières (Parigi, 1750 – Versailles, 1817) è stato un drammaturgo, librettista e speleologo francese.
Della sua produzione si ricordano Nina o la follia per amore (1786) e I due piccoli savoiardi (1789), entrambe musicate da Nicolas Dalayrac.
Oltre che per la sua attività drammaturgica, è ricordato per essere stato, nel 1750, il primo ad esplorare la Grotta delle Damigelle, situata nel Massiccio Centrale, nei pressi di Ganges, dipartimento dell'Hérault.

## Opere

### Teatro
- 1761: Le Danger de la prévention, commedia in 3 atti e in prosa;
- 1771: Jenni, ou le Désintéressement, dramma in 2 atti e in prosa;
- 1771: Le Connoisseur, commedia in 3 atti e in prosa;
- 1771: Norac et Javolci, dramma in 3 atti e in prosa;
- 1771: Le Parti sage, proverbe drammatico in un atto e in prosa;
- 1772: Richard et Sara;
- 1772: Le Trompeur, trompé, ou À bon chat, bon rat, commedia in un atto e in prosa;
- 1772: Georges et Molly, dramma in 3 atti e in prosa misto di ariette, tratto da L'Orpheline anglaise;
- 1774: La Fausse Peur, commedia in un atto e in prosa mista di ariette, musica d François-Joseph Darcis;
- 1776: La Fausse Délicatesse, commedia in 3 atti e in prosa mista di ariette, musica di Philipp Joseph Hinner;
- 1779: Le Vieillard crédule, proverbe in un atto e in prosa;
- 1780: Beaumarchais à Madrid, commedia in 3 atti e in prosa;
- 1780: L'Officieux, commedia in 3 atti e in prosa, con Adrien-Nicolas Piédefer, marquis de La Salle;
- 1782: Le Vaporeux, commedia in 2 atti e in prosa;
- 1782: Les Deux Aveugles de Bagdad, commedia in 2 atti e in prosa mista di ariette;
- 1783: Philips et Sara, piccola pièce in un atto e in versi;
- 1783: Céphise, ou L'Erreur de l'esprit, commedia in 2 atti e in prosa;
- 1784: La Confiance trahie, commedia in un atto e in prosa, con Arthur Murphy;
- 1784: Les Billets nuls, ou les Deux Billets, commedia in un atto e in prosa;
- 1784: L'entente est au diseur, «proverbe» in un atto e in prosa;
- 1785: Théodore ou le Bonheur inattendu, commedia in 3 atti e in prosa con ariette;
- 1785: Blaise et Babet, commedia in prosa;
- 1786: Nina ou la Folle par amour, commedia in un atto in prosa mista ad ariette, musica di Nicolas Dalayrac;
- 1789: Les Deux Petits Savoyards, commedia in un atto con ariette, musica di Nicolas Dalayrac
- 1791: Le Chevalier de la Barre, commedia in un atto e in prosa;
- 1794: Les Détenus, ou, Cange, commissionnaire de Lazare, fatto storico in un atto e in prosa con ariette, musica di Nicolas Dalayrac;
- 1795; Arnill, ou le Prisonnier américain, commedia in un atto e in prosa, musica de Nicolas Dalayrac;
- 1795: La Pauvre Femme, commedia in un atto e in prosa con ariette, musica di Nicolas Dalayrac;
- 1795: Adèle et Dorsan, dramma lirico in 3 atti e in prosa, con ariette, musica di Nicolas Dalayrac;
- 1796: Marianne, ou l'Amour maternel, commedia in un atto e in prosa con ariette, musica de Nicolas Dalayrac;
- 1797: La Maison isolée, ou le Vieillard des Vosges, fatto storico in 2 atti e in prosa con ariette, musica d Nicolas Dalayrac;
- 1797: La Leçon, ou la Tasse de glace, commedia in un atto e in prosa con ariette, musica di Nicolas Dalayrac;
- 1797: Le Traité nul, commedia in un atto e in prosa con ariette, musica di Pierre Gaveaux;
- 1797: Gulnare, ou l'Esclave persane, commedia in un atto e in prosa con ariette, musica di Nicolas Dalayrac;
- 1798: Alexis ou l'Erreur d'un bon père, commedia in un atto e in prosa con ariette, musica di Nicolas Dalayrac;
- 1799: La Mort du colonel Mauduit, ou les Anarchistes au Port-au-Prince, fatto storico in un atto e in prosa;
- 1799: Adolphe et Clara, ou les Deux Prisonniers, commedia in un atto e in prosa con ariette, musica di Nicolas Dalayrac;
- 1800: Le Rocher de Leucade, commedia in un atto e in prosa con ariette, musica di Nicolas Dalayrac;
- 1800: Le Joueur d'échecs, vaudeville in un atto;
- 1801: L'Irato, ou l'Emporté, commedia-parade in un atto con ariette, musica di Étienne-Nicolas Méhul;
- 1806: Deux mots, ou Une nuit dans la forêt, commedia in un atto e in prosa, musica di Nicolas Dalayrac;
- 1807: Jean de Paris, mélodramma in 3 atti e in prosa,
- 1809: Élise-Hortense, ou les Souvenirs de l'enfance, commedia in un atto con ariette, musica di Nicolas Dalayrac;
- 1819: Edmond et Caroline, ou la Lettre et la Réponse, commedia in un atto e in prosa con ariette, musica di Charles-Frédéric Kreubé;

### Libretti
- 1772: Le Bal masqué, opéra-comique in un atto, musica di François-Joseph Darcis;
- 1791: Camille, ou le Souterrain, dramma lirico in 3 atti e in prosa, musica di Nicolas Dalayrac;
- 1793: Asgill ou le Prisonnier de guerre, dramma in un atto e in prosa, musica di Nicolas Dalayrac;
- 1799: Roger ou le Page, commedia in 3 atti e in prosa, con Edmond de Favières, musica di Nicolas Dalayrac;
- 1799: Laure ou l'Actrice chez elle, commedia in un atto, musica di Nicolas Dalayrac;
- 1799: Emma, ou le Soupçon, opera in 3 atti;
- 1800: Une matinée de Catinat, ou le Tableau, opera in un atto e in prosa, musica di Nicolas Dalayrac;
- 1801: Léhéman, ou la Tour de Newstadt, dramma lirico in 3 atti e in prosa, musica di Nicolas Dalayrac;
- 1802: Le Concert interrompu, opéra-comique in un atto con Edmond de Favières, musica di Henri-Montan Berton;
- 1802: Joanna, opéra-comique in 2 atti, musica di Étienne-Nicolas Méhul;
- 1805: Léonce, ou le Fils adoptif, opéra-comique in 2 atti e in prosa, musica di Nicolas Isouard;
- 1806: Les Deux Aveugles de Tolède, opéra-comique in un atto e in prosa, musica di Étienne-Nicolas Méhul;